# Roy Harris

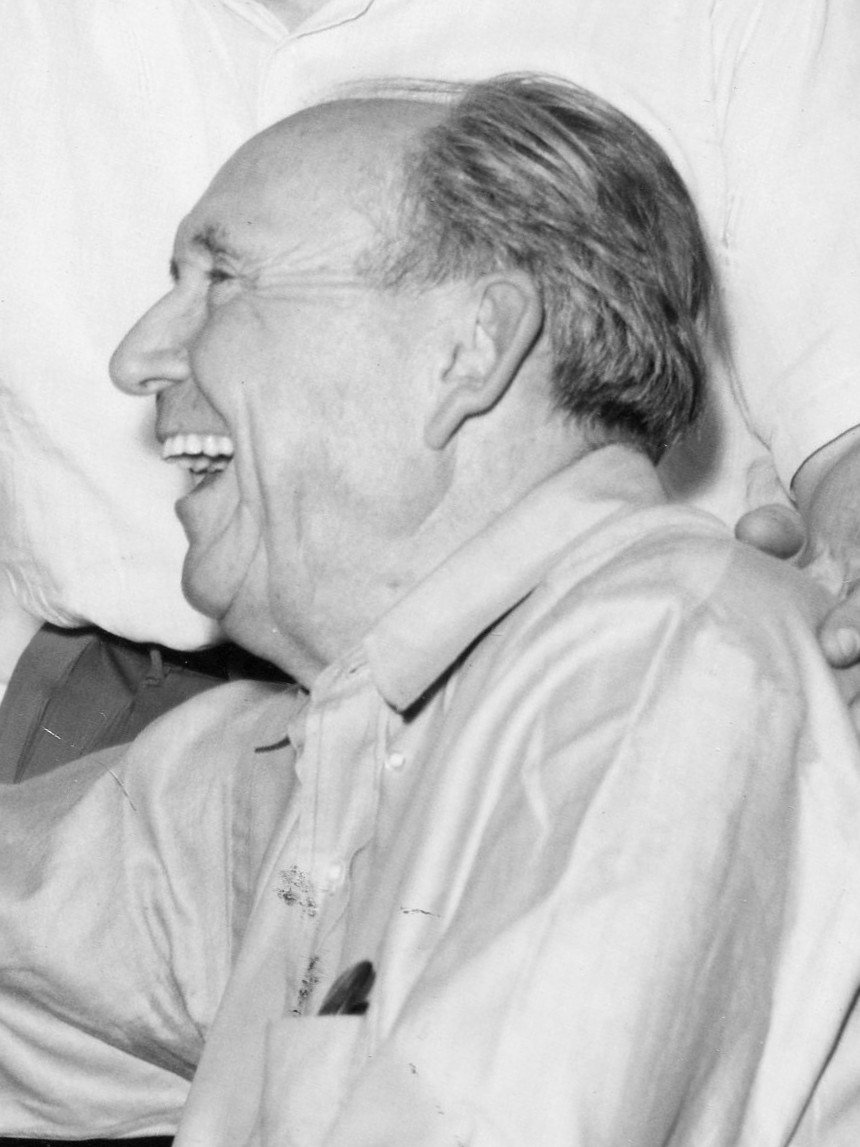
Imagen del compositor.

Roy Harris, originalmente LeRoy Ellsworth Harris (12 de febrero de 1898, Chandler, Oklahoma - 1 de octubre de 1979, Santa Mónica, California) fue un compositor estadounidense. Harris se dedicó a diversos trabajos para financiar sus estudios de música y, al finalizar la Primera Guerra Mundial, asistió a la Universidad de California, Berkeley. En los años 1920 estudió con Arthur Farwell y Nadia Boulanger, haciéndose de renombre e importancia en el ámbito de su arte. De sus sinfonías, la más conocida es la tercera, de 1937.

## Vida
Roy Harris nació en Chandler, Oklahoma, de escoceses mezclados, de ascendencia irlandesa y galesa, en circunstancias que a veces le gustaba contrastar con las de los compositores más privilegiados de la costa Este: con padres pobres, en una cabaña de madera en Oklahoma, en el cumpleaños de Abraham Lincoln. Fue uno de cinco niños, tres de los cuales murieron prematuramente. Su padre combinó ganancias de un juego con la subasta de su granja de Oklahoma para comprar un terreno cerca de Covina, en el Valle de San Gabriel, en el sur de California, donde se trajo a su familia en 1903. [1] 
El niño creció como agricultor en este ambiente rural alejado. Estudió piano con su madre, y clarinete más tarde. A pesar de que estudió en la Universidad de California, Berkeley, seguía siendo prácticamente autodidacta cuando comenzó a escribir música por sí mismo, pero en la década de 1920 recibió clases de Arthur Bliss (entonces en Santa Bárbara ) y del experimentado compositor estadounidense Arthur Farwell, investigador de la música de los indios americanos (entonces llamados "Pieles Rojas"). Harris vendió sus tierras de cultivo y se mantuvo a sí mismo trabajando como camionero y repartidor para una empresa de productos lácteos. Poco a poco se puso en contacto en el Este con otros jóvenes compositores, y en parte a través de la recomendación de Aaron Copland pudo pasar 1926-29 en París, como uno de los muchos estadounidenses jóvenes que recibieron su preparación musical final en las clases magistrales de Nadia Boulanger. Harris no tenía tiempo para la estética neoclásica de Boulanger, derivada de Stravinsky, pero bajo su tutela comenzó su estudio de toda la vida de la música del Renacimiento y escribió su primera obra importante: el concierto para cuarteto de piano, clarinete y cuerda [2]
Después de sufrir una grave lesión de espalda, Harris se vio obligado a regresar para un tratamiento a los Estados Unidos, donde formó asociaciones con Howard Hanson en la Eastman School of Music en Rochester, y más importante, con Serge Koussevitsky en la Orquesta Sinfónica de Boston. Estas asociaciones asegurado puntos de venta de rendimiento para las obras de gran escala que estaba escribiendo. En 1934, una semana después de su primera actuación en Koussevitsky, su Sinfonía '1933 'se convirtió en la primera sinfonía de América para ser grabada comercialmente. Fue su Sinfonía n.º 3, sin embargo, estrenada por Koussevitsky en 1939, que resultó ser mayor avance del compositor y lo dejaron sin un nombre familiar.
Durante la década de 1930 Harris enseñó en el Mills College, el Westminster Choir College (1934-1938) y la Escuela Juilliard de Música. Pasó la mayor parte del resto de su carrera profesional inquieto moviéndose a través de los puestos de enseñanza y residencias en los colegios y universidades americanas. Sus mensajes finales fueron en California, por primera vez en la UCLA y luego en la Universidad de California, Los Ángeles. Entre sus alumnos se William Schuman, H. Owen Reed, John Robb, Donald, Robert Turner, Betts Lorne, George Lynn, Verrall Juan, y Pedro Schickele (más conocido como el creador de PDQ Bach ). Recibió muchos de los más prestigiosos premios culturales de Estados Unidos, y al final de su vida fue proclamado honorario laureado compositor del Estado de California.
En 1936, Harris se casó con la joven pianista Johana Harris que llegó a una exitosa carrera, haciendo numerosas grabaciones y apareciendo como solista con casi todas las principales American Symphony Orchestra. Ella también tenía una larga carrera docente en la facultad de piano en la Juilliard School. Su nombre antes de su matrimonio fue Beula Duffey, pero Harris convenció para cambiarlo a Johana después de JS Bach. La enciclopedia canadiense afirma: "fueron Johana y Roy Harris un tour de force en la música americana. Su colaboración ha sido comparada con la de Robert y Clara Schumann. Los Harris conciertos organizados, adjudicadas en los festivales, y en 1959 fundó el Congreso Internacional de Cuerdas. Promovieron canción popular estadounidense mediante la inclusión de canciones populares en sus conciertos y transmisiones ". [3] La pareja tuvo dos hijos, Shaun y Dan, quien actuó con la banda de West Coast Pop Art Experimental, una sede en Los Ángeles el rock psicodélico de la banda de la década de 1960.
carácter, reputación, características y estilo
Harris era un campeón de muchas causas. Fundó el Congreso Internacional de Cadena para combatir lo que se percibía como una escasez de instrumentistas de cuerda en los EE. UU., y cofundador de la Alianza de Compositores Americanos ). En 1958, los EE. UU. Departamento de Estado le envió, junto con algunos otros compositores como Peter Mennin y Roger Sessions, a la Unión Soviética como un "embajador cultural", que estaba impresionado por el apoyo para los compositores que el estado soviético no previstas, tanto en el momento de su visita con qué cuidado se logró. [4] Fue un incansable organizador de conferencias y festivales de música contemporánea y un locutor de radio frecuencia. Su última sinfonía, una comisión para el Bicentenario de América en 1976, fue mutilado por los críticos en su primera actuación. Esto puede haberse debido a sus temas de la esclavitud y la Guerra Civil, que estaban en contraste con el ambiente festivo del país. [5]
Aunque el patriotismo estadounidense robusto de sus obras de los años 1930 y 1940 se refleja en su investigación y al uso de la música popular (y en menor medida de jazz ritmos), Harris estaba obsesionado, paradójicamente, con los grandes de Europa pre-clásicas formas, especialmente la fuga (que oímos en la Tercera Sinfonía) y pasacalles (como aparece en la séptima). Su modo habitual del discurso musical, con líneas de canto largos y resonantes armonías modales, es en última instancia, sobre la base de su admiración por el y el desarrollo de la polifonía renacentista. También utilizó los efectos antifonal, que explotó brillantemente con una gran orquesta. Al igual que muchos compositores americanos de su tiempo, él estaba profundamente impresionado por el logro sinfónico de Sibelius. En las mejores obras de Harris la música crece orgánicamente a partir de los primeros compases, como si una pequeña semilla da a luz a un árbol entero. Este es ciertamente el caso con la Tercera Sinfonía, que se unió el repertorio americano durante la misma época que las obras de Aaron Copland y Virgil Thomson. La primera edición de Kent Kennan es la técnica de la orquestación (1952) cita tres pasajes de esta sinfonía para ilustrar la escritura orquestal bueno para violonchelo, timbales, y vibráfono, respectivamente. El libro cita a ningún otro sinfonías Harris. Pocos sinfonías americanas han adquirido una posición en el repertorio estándar de rendimiento al igual que este, debido en gran parte a la defensa de la pieza de Leonard Bernstein, que la grabó.

## Obra
A pesar de las sinfonías de Harris son su mayor contribución a la música americana, compuso más de 170 obras, entre muchas obras para los aficionados. Su producción incluye obras para conjuntos de banda, orquesta, voz, coros y de cámara.

### Sinfonías
Harris compuesto por al menos 18 sinfonías, aunque no todas ellas están numeradas y no todos son de la orquesta. Una lista completa es la siguiente:
- Sinfonía "Our Heritage" (1925, rev. 1926, abandonado), A veces se denomina Sinfonía n.º 1 [para orquesta] - solo se conserva un Andante
- Sinfonía "American Portrait" (1928-1929) [para orquesta]
- Sinfonía 1933 (1933), a veces se denomina Sinfonía n.º 1 [para orquesta]
- Sinfonía n.º 2 (1934) [para orquesta]
- Sinfonía para voces (1935) después de Walt Whitman [no acompañados coro SATB]
- Sinfonía n.º 3 (1937-1938, rev. 1939) [para orquesta]
- Sinfonía n.º 4 "Folksong Symphony" (1939, rev. 1942) [para coro y orquesta]
- Sinfonía n.º 5 (1940-1942, rev. 1945) [para orquesta]
- Sinfonía n.º 6 "Discurso de Gettysburg" después de Lincoln (1943-1944) [para orquesta]
- Sinfonía para banda "West Point" (1952) [para la banda militar de EE. UU.]
- Sinfonía n.º 7 (1951-1952, rev. 1955) [para orquesta]
- Sinfonía n.º 8 "San Francisco" (1961-62) [concertante para orquesta con piano]
- Sinfonía n.º 9 (1962) de Filadelfia [para orquesta]
- Sinfonía n.º 10 "Abraham Lincoln" (1965) [para el altavoz, el coro, latón, 2 pianos y percusión], versión revisada para el altavoz, coro, piano y orquesta (1967; que falta)
- Sinfonía n.º 11 (1967) para la Filarmónica de Nueva York 125a [para orquesta]
- Sinfonía n.º 12 "de Pere Marquette" (1967-1969) [para el solo de tenor, orador y orquesta]
- "Sinfonía Bicentenaria 1776" (1969-1974). Fue numerada por Harris como Sinfonía n.º 14 por la superstición sobre el número 13, pero fue renumerada a título póstumo como Sinfonía n.º 13 por Dan Stehman con el permiso de la viuda del compositor [para coro de seis partes y la orquesta con una sola voz y altavoces]

Además existe una Symphony for High School Orchestra o Sinfonía para Orquesta de Escuela Secundaria (1937) perdida (y tal vez no completada); y las siguientes obras sin terminar o fragmentarias:
- American Symphony o Sinfonía Americana (1938) [para la banda de jazz]
- Choral Symphony o Sinfonía Coral (1936) [para coro y orquesta]
- Sinfonía Walt Whitman (1955-58) [para barítono solista, coro y orquesta]

Naxos Records se encuentra en proceso de grabación de las 13 sinfonías numeradas con el director Marin Alsop.

### Obras para piano
- Sonata Op. 1 (1928) Prelude, Andante, Scherzo, Coda
- Little Suite for Piano (1938) Bells, Sad News, Children at Play, Slumber
- Suite para piano (1944)
- American Ballads (1946)
- Toccata (1949)[2]

### Otras obras notables
- Andante para orquesta (1925 rev. 1926) [solo completó el movimiento de la Sinfonía 'Our Heritage']
- Epilogue to Profiles in Courage - JFK (1964)
- Fantasía para piano y orquesta (1954)
- Sonata para piano (1928)
- Concierto para cuarteto de cuerda, piano y clarinete (1926, rev. 1927-8)
- Quinteto para piano (1936)
- Cuarteto de cuerda n.º 3 (Cuatro preludios y fugas) (1937)
- Concierto para violín (1949)
- When Johnny Comes Marching Home - An American Overture (1934)